# Пепко
„Пепко“ е търговска верига, предлагаща стоки за дома, облекло и играчки, част от Pepco Group N.V.

## История
Компанията е основана под друго име в Полша към края на 1999 година като подразделение на британската Brown & Jackson LTD. Южоафриканският инвестиционен холдинг Pepkor я придобива през 2004 година и тогава тя се преименува на Pepco. Отваря 14 магазина в Полша.
През 2014 година южноафриканската Steinhoff International придобива Pepkor.
През 2015 година е създадена Pepco Group, която включва марките Pepco, Dealz и Poundland.